# Mesoplophora crassisetosa
Mesoplophora crassisetosa är en kvalsterart som beskrevs av Subías och Sakar 1984. Mesoplophora crassisetosa ingår i släktet Mesoplophora och familjen Mesoplophoridae. Inga underarter finns listade i Catalogue of Life.